# ابوهریره

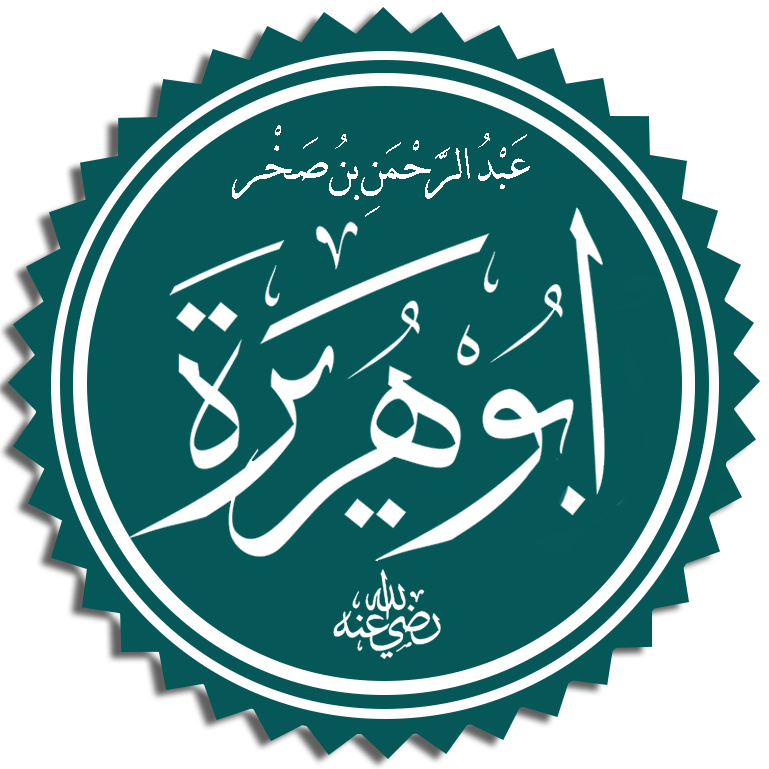
ابوهریره

ابوهریره (زادهٔ سال ۲۰ پیش از هجرت - درگذشتهٔ ۵۹ قمری /۶۸۱ میلادی) از علمای اسلام و یاران محمد و معاویه حاکم اموی شام بود.

## از نگاه اهل سنت
ابوهریره یمنی از اصحاب محمد بن عبدالله پیامبر اسلام بود. نام کامل وی عبدالرحمن بن صخر الدوسی بن ثعلبه بن سلیم بن فهم بوده و نسب او به قبیلهٔ ازد یکی از قبائل دورافتاده یمن می‌رسد. نام وی در دوران پیش از اسلام عبد شمس بود که محمد برای مسلمان کردن وی آن را به عبدالرحمن تغییر داد. او پس از فتح خیبر در آن جا اسلام آورد. عمر او را والی موقت بحرین قرار داد. ابوهریره از هم نشینان محمد و از راویان حدیث بوده‌است. در دو کتاب صحیح بخاری و صحیح مسلم، احادیثی از محمد نقل کرده‌است. همچنین در سال ۵۸ هجری ابوهریره، بر جنازهٔ عایشه همسر محمد نماز گزارد. وی در سال ۵۹ قمری، در هفتاد و هشت سالگی درگذشت.
او با وجود رابطه خوبش با بنی امیه، مروان بن الحکم را که در آن زمان والی مدینه نبود، به خاطر مخالفت با دفن حسن بن علی بن ابی طالب با جدش اینگونه توبیخ کرد :" تو در چیزی که به تو مربوط نیست دخالت می کنی، ولی می خواهی غایب را راضی کنی" که منظورش از غائب معاویه بود.

## نام و کنیه ابوهریره
نام او عبدالرحمان بن صخر از فرزندان ثعلبه بن سلیم بن فهم بن غنم ابن دوس یمانی و از قبیله دوس بن عدنان بن عبدالله بن زهران بن کعب بن حارث بن کعب‌بن عبدالله بن مالک بن نصر سنوءه ابن ازد بود. ازد از بزرگترین و معروف‌ترین قبیله‌های عرب است که به ازد بن غوث بن نبت بن مالک بن کهلان از عرب‌های قحطانی منسوب است.
قول راجح دین‌پژوهان این است که اسم ابوهریره در دوران جاهلیت عبد شمس بوده‌است. وقتی او مسلمان شد محمد او را عبدالرحمان نامید.
وی با گربه‌ای مأنوس بود و گربه در زبان عربی هِرَّة نامیده می‌شود و به همین دلیل، کنیه او به جای فرزند، به گربه اش منسوب شد و او را ابوهریره نام نهادند (قالَ ابوهریرة: «حَمَلْتُ هِرَّةً یَوْماً فِی کُمِّی إِلَی رَسُولِ اللَّهِ ص فَقَالَ: مَا هَذِهِ؟ قُلْتُ: هِرَّةٌ. فَقَالَ: یَا أَبا هُرَیْرَة». فغلبَت علیه کنیته).
ابوهریره به کنیه‌اش که به معنای پدر گربه‌ها معروف بود و با آن شناخته می‌شد و تقریباً نام اصلی او به فراموشی سپرده شده بود.

## ابوهریره در ادب فارسی
در گلستان سعدی آمده‌است: ابوهریره هر روز به خدمت مصطفی صلی الله علیه و آله آمدی؛ رسول خدا گفت: «یا ابوهریره! زُرنی غِبّاً، تَزْدَد حُبّاً: هر روز میا تا محبت زیادت شود».
صاحب دلی را گفتند بدین خوبی که آفتابست نشنیده‌ایم که کس او را دوست گرفته‌است و عشق آورده، گفت: برای آنکه هر روز می‌توان دید مگر در زمستان که محجوبست و محبوب.

به دیدار مردم شدن عیب نیست

ولیکن نه چندان که گویند بس

اگر خویشتن را ملامت کنی

ملامت نباید شنیدت ز کس

## دربارهٔ گربه ابوهریره
در کتاب مناقب العارفین آمده‌است: روزی حضرت مصطفی در محراب مسجد قبا نشسته بود و اصحاب کرام در صحبت او حاضر آمده؛ از ناگاه ماری گریزان از در درآمد و در زیر دامن رسول پنهان شد؛ گفت: یا رسول اللّه! از دشمن می‌گریزم، چون پناهِ هر دو کون توئی، مرا نگاه دار. در عقبِ او خارپشتی درآمد که: ای رسول خدا! شکارم را در کارِ من کن که بچّگانم به گوشِ من‌اند؛ فرمود که تا جگربندی به وی دادند و او را خشنود کرده روانه کردند. رسول فرمود که: ای حیّه [= مار]! اکنون بیرون آی و برو که دشمنت بازگشت و برفت؛ مار گفت: تا من نیز هنرِ خود را بنمایم و بروم. بر مثالِ کمری، میانِ رسول را حلقه شد و می‌خواست که بیرحمانه زخمی زند؛ همانا که انگشت مبارکِ کهین را بر مار عرضه کرد تا بر آنجا زخمی زند و چون مار سر بیرون آورد تا زخمی زند، ابو هریره (که دوّاجِ «لکلّ امّة حکیم و حکیم امّتی ابو هریرة» دربرداشت و تاجِ عنایت بر فرقِ سرنهاده بود)، سرِ انبانِ مبارک را باز کرده، گربه سیاه بَرجست و آن مار را زیرِ پنجه خود پاره‌پاره کرده سوی رسول خرامید؛ همان لحظه فرمود که «حُبّ الهِرَّة من الایمان، تعشّقوا و لو بالهِرَّة: [= محبت گربه از ایمان است، عشق بورزید اگرچه به گربه]» و دستِ مبارک بر پشتِ او براند تا از برکت مالشِ آن دست، چندان که او را از بامهای بلند فرود اندازند، البتّه باید که بر سرِ پا ایستد و پشتِ او به زمین نرسد؛ و آن روز ابوهریره را دعاهای عظیم کرد و گویند بیست سی سر گربه در خانه خود می‌پرورد و هرکه را گربه بایست بودی، شکرانه گربه دادی و بچّه بستدی‏.
در این باره مولوی نیز با بهره‌گیری از این ماجرا اینگونه می‌سراید:

بر هر گلی خاری بود بر گنج هم ماری بود

شیرین مراد تو بود تلخی و صبرت آن من

گفتم چو خواهی رنج من آن رنج باشد گنج من

من بوهریره آمدم رنج و غمت انبان من

پس دست در انبان کنم خواهنده را سلطان کنم

مر بدر را بدره دهم چون بدر شد مهمان من

هر چه دلم خواهد ز خور ز انبان برآرم بی‌خطر

تا سرخ گردد روی من سرسبز گردد خوان من